# Jean Falala
Pour les articles homonymes, voir Falala.
Jean Falala, né le 2 mars 1929 à Mohon (Ardennes) et mort le 28 novembre 2005 à Reims (Marne), est un homme politique français.
Il est notamment maire de Reims de 1983 à 1999 et député pour la Marne.

## Biographie
Jean Falala est le fils de Marcel Falala, un ancien résistant-cheminot déporté au camp de concentration de Dachau puis à Allach-Untermenzing, qui est conseiller général du RPF, ancien conseiller municipal de Reims et député.

## Mandat parlementaire
- Député de la Marne d'avril 1967 à juin 2002.

## Mandats locaux
- Maire de Reims de 1983 à 1999
- Conseiller général du canton de Reims-2 de 1961 à 1988

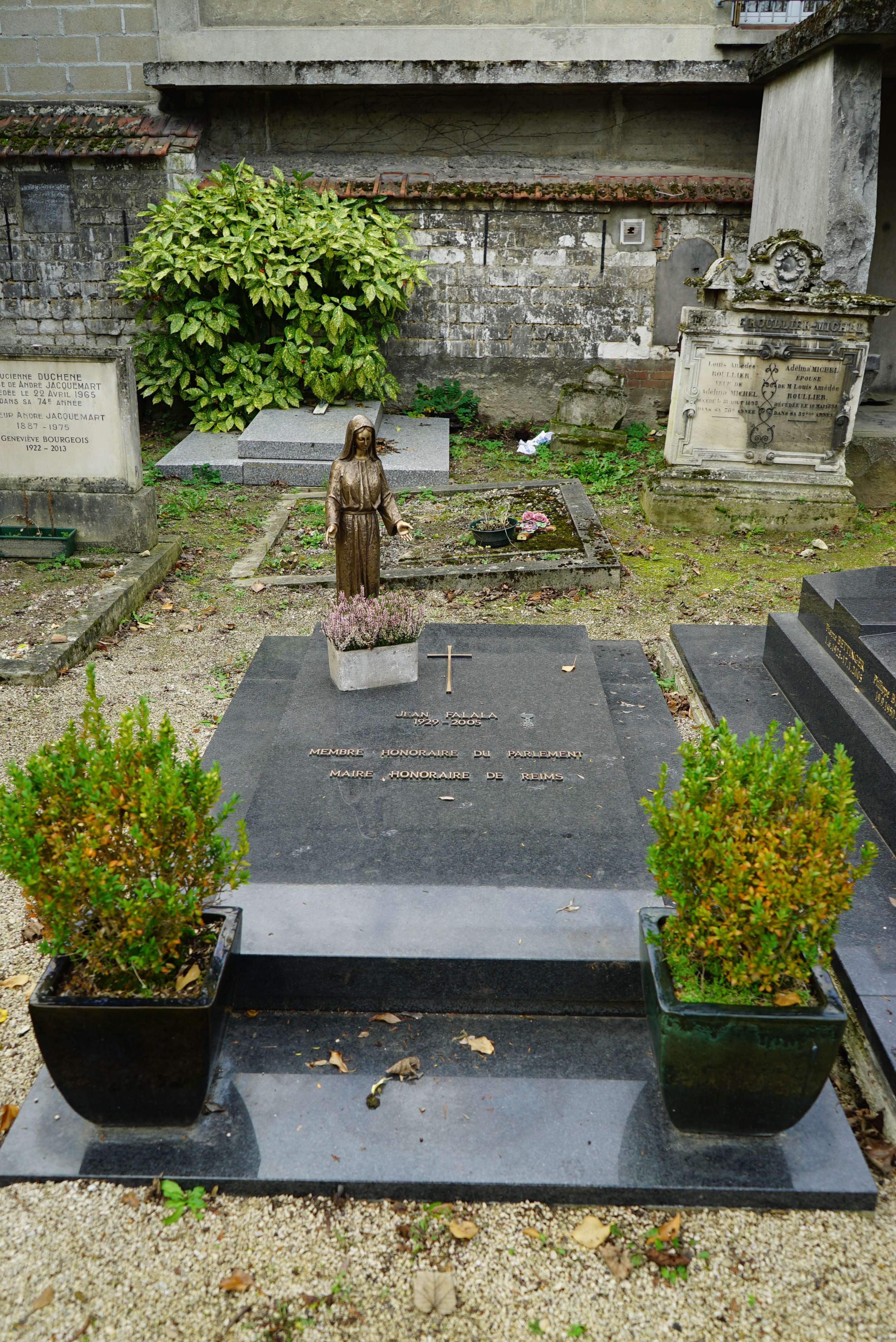
Sa sépulture au cimetière du Nord (Reims).

## Postérité
Une médiathèque située en face de la cathédrale de Reims porte son nom : la médiathèque Jean-Falala.